# Pentakvark
Pentakvark je delec, ki ga sestavlja pet kvarkov, od tega so štirje kvarki in en antikvark.
V letu 2003  so dobili močno potrditev, da pentakvark obstoja. Pentakvark naj bi imel maso okoli 1540 MeV/csup>22. Njegova zgradba naj bi bila {\displaystyle u\,}{\displaystyle u\,}{\displaystyle d\,}{\displaystyle d\,}{\displaystyle {\bar {s}}\,}. Eksperimentalno so potrdili njegov obstoj v letu 2003 na Japonskem (na Univerzi v Osaki) in v ZDA (v laboratoriju Jeffersona, Virginija). Pozneje je še večje število laboratorijev potrdilo obstoj pentakvarka.

## Tetrakvark
Podobno bi lahko obstojal tudi hadron, ki bi ga sestavljali štirje kvarki, imenoval bi se tetrakvark.